# Коэн (река)
Ко́эн (англ. Coen River) — река, протекающая по полуострову Кейп-Йорк на севере Квинсленда в Австралии. Левый приток Арчера.
Река берёт начало на отрогах Большого водораздельного хребта, слиянием двух ручьёв. Затем она течёт на восток, протекает через городок Коэн. Далее река меняет восточное направление на северо-восточное, протекает через национальный парк Ояла-Тумотанг. Коэн — один из главных притоков реки Арчер.
Длина реки составляет 217 км, площадь бассейна — 3207 км².
Среднегодовое количество осадков в бассейне реки составляет 1565 миллиметров.